# Petit-duc guatémaltèque
Megascops guatemalae
Espèce
Synonymes
- Otus guatemalae Sharpe, 1875
- Scops guatemalae Sharpe, 1875
(protonyme)

Statut de conservation UICN

 LC  : Préoccupation mineure
Statut CITES
Le Petit-duc guatémaltèque (Megascops guatemalae) est une espèce d'oiseaux de la famille des Strigidae.

## Répartition
Cette espèce se rencontre du Mexique jusqu'au Costa Rica, mais les populations les plus au Sud concernent vraisemblablement le Petit-duc vermiculé (M. vermiculatus).

## Sous-espèces
D'après la classification de référence du Congrès ornithologique international (v. 14.1), le Petit-duc guatémaltèque possède 6 sous-espèces (ordre phylogénique) :
- Megascops guateamalae hastatus Ridgway, 1887 ;
- Megascops guateamalae cassini (Ridgway, 1878) ;
- Megascops guateamalae fuscus (Moore, RT & Peters, JL, 1939) ;
- Megascops guateamalae guatemalae (Sharpe, 1875) ;
- Megascops guateamalae dacrysistactus (Moore, RT & Peters, JL, 1939) ;
- Megascops guateamalae vermiculatus Ridgway, 1887.

Megascops guateamalae vermiculatus est parfois considéré comme une espèce à part entière et appelé le Petit-duc vermiculé.